# Hanami

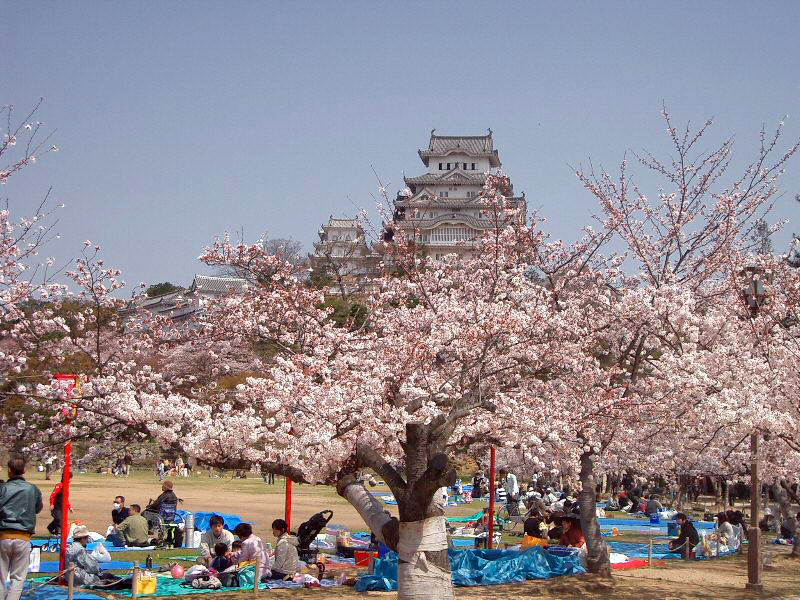
Các bữa tiệc Hanami ở Thành Himeji

Hanami (花見 (hoa kiến) dịch nghĩa "ngắm hoa") là một cách thưởng hoa truyền thống của người Nhật, "hoa" ở đây có nghĩa là hoa anh đào ("sakura") hoặc ít phổ biến hơn là hoa mơ ("ume"). Từ cuối tháng 3 đến đầu tháng 5, sakura nở trên khắp Nhật Bản, bắt đầu ở Okinawa vào khoảng đầu tháng 2, sau đó nở từ từ nam đến bắc. Ngày nay, hanami hầu hết bao gồm các buổi tiệc ngoài trời bên dưới những tán hoa anh đào diễn ra suốt ngày hoặc ban đêm. Trong một số ngữ cảnh, người ta còn gọi hanami là lễ hội hoa anh đào. Hanami ban đêm được gọi là 夜桜 (yozakura (dạ anh)  dịch nghĩa sakura đêm).

## Lịch sử

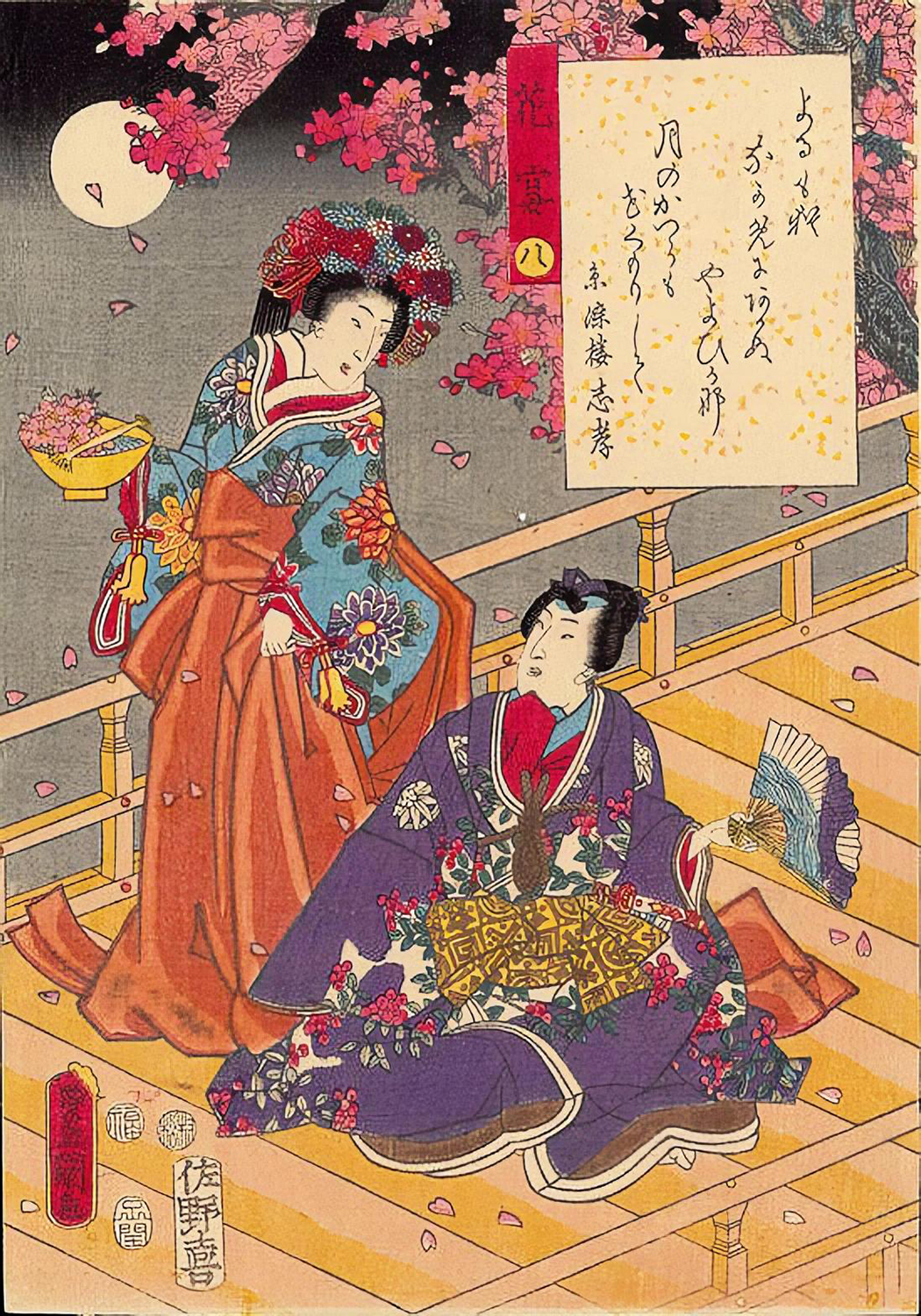
Xem hoa anh đào, bản khắc gỗ của Utagawa Kunisada, (1852)

Việc thực hành hanami nhiều thế kỷ.Nó được cho là đã bắt đầu trong giai đoạn Nara (710-784) khi nhà Đường (Trung Quốc) ảnh hưởng đến Nhật Bản theo nhiều cách; Một trong số đó là thói quen thưởng thức hoa.Mặc dù đó là những bông hoa ume mà mọi người ngưỡng mộ vào đầu, theo giai đoạn Heian (794-1185), hoa anh đào bắt đầu thu hút sự chú ý nhiều hơn.Hoa anh đào được người Nhật xem là thiêng liêng, và chúng rất quan trọng đến mức chúng vẫn là một biểu tượng văn hoá của Nhật Bản. Người ta tin vào sự tồn tại của các vị thần trong cây cối, và bữa tiệc hanami được sử dụng ban đầu để thần nông thu hoạch năm đó và thông báo mùa trồng lúa.Hoàng đế Saga của Thời kỳ Heian đã thông qua phong tục này,và tổ chức các bữa tiệc để ngắm những bông hoa này bằng các bữa tiệc và các bữa tiệc dưới những nhánh cây anh đào tại Triều đình Hoàng gia ở Kyoto. Điều này được cho là nguồn gốc của hanami ở Nhật Bản.Các bài thơ được viết lên ca ngợi những bông hoa tinh tế, được xem như một phép ẩn dụ cho cuộc sống; Đẹp, nhưng kéo dài trong một thời gian rất ngắn. Quan điểm "tạm thời" về cuộc sống này rất phổ biến trong văn hoá Nhật Bản và thường được coi là một hình thức đáng ngưỡng mộ của sự tồn tại; Ví dụ như trong nguyên tắc cuộc sống của samurai kết thúc khi nó vẫn đẹp và mạnh mẽ, thay vì già đi và yếu đuối. Các nhà thơ thời Heian thường viết thơ về những điều dễ dàng hơn trong mùa xuân mà không có hoa anh đào, bởi vì sự tồn tại của chúng nhắc nhở chúng ta rằng cuộc sống rất ngắn ngủi:
| Nếu không có hoa anh đào trên thế giới này, Trái tim của chúng ta sẽ yên bình như thế nào vào mùa xuân. |

| Nếu không có hoa anh đào trên thế giới này, Trái tim của chúng ta sẽ yên bình như thế nào vào mùa xuân. |

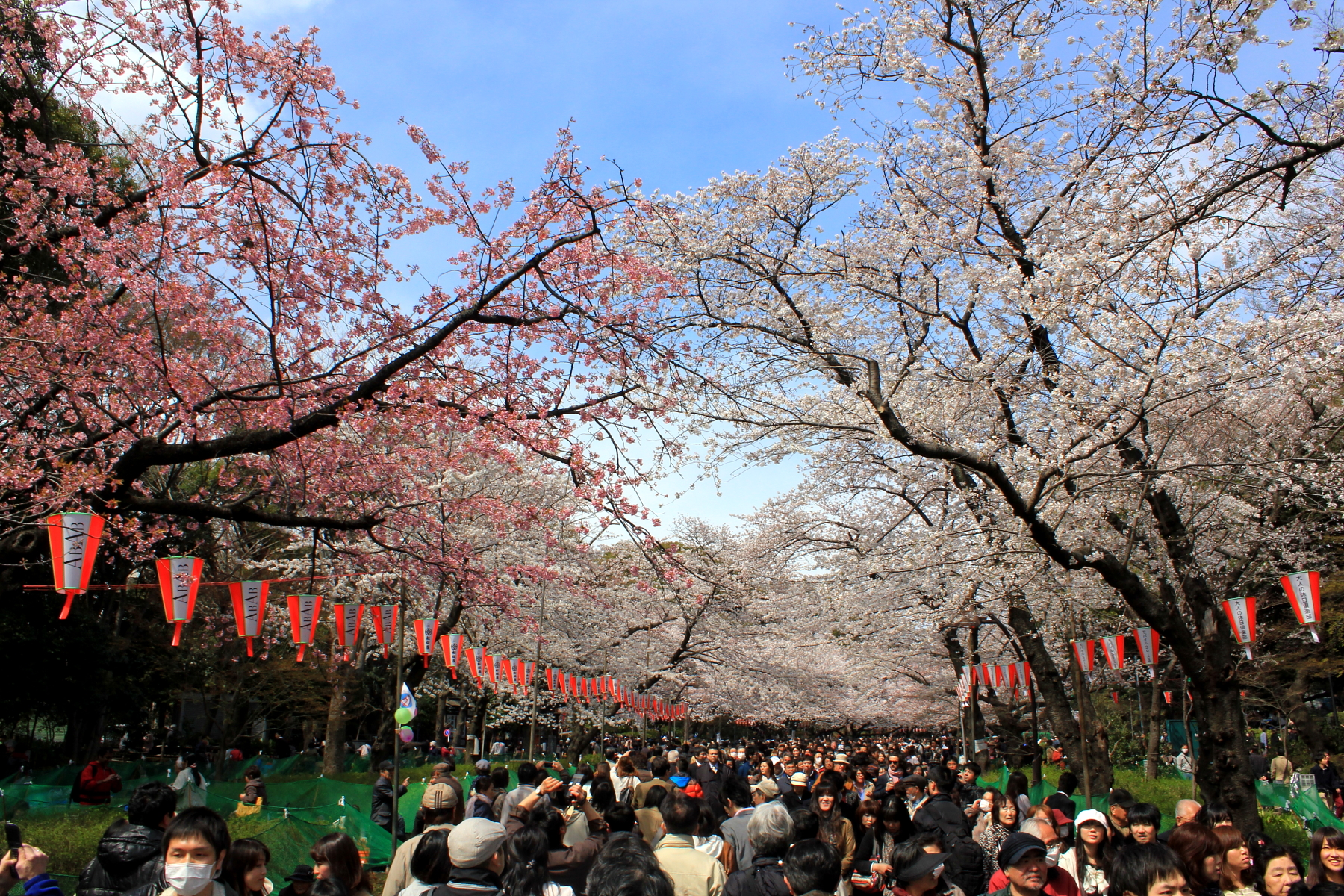
Hanami, xem hoa anh đào tại công viên Ueno

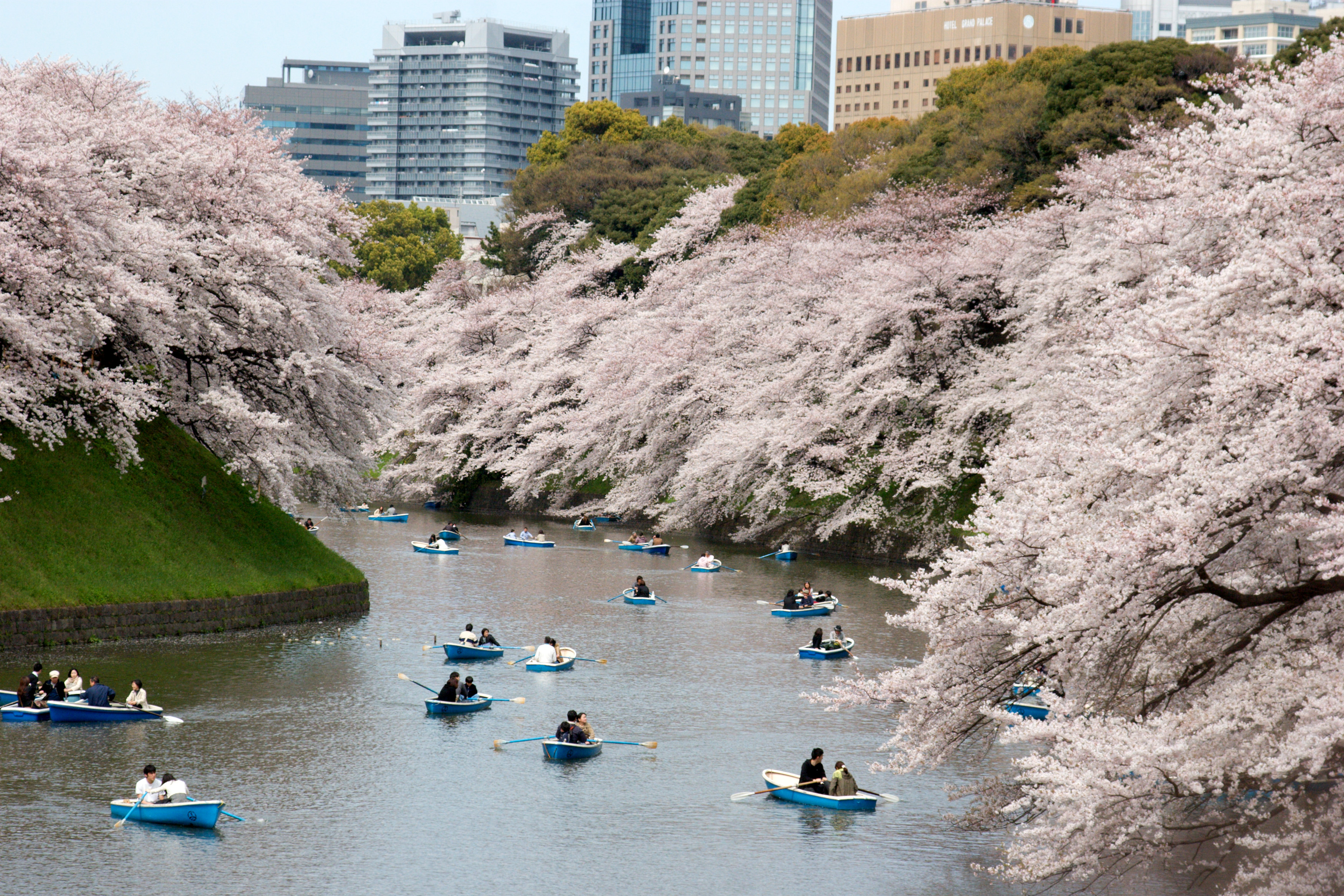
Đi thuyền ngắm hoa tại Chidorigafuchi, Tokyo

Hanami được sử dụng như một thuật ngữ có nghĩa là "xem hoa anh đào" lần đầu tiên trong tiểu thuyết thời kỳ Heian Tale của Genji (chương 8,tiếng Nhật: 花 宴 Hana no En, "Dưới hoa anh đào"). Từ đó, trong tanka và trong thơ haiku, "hoa" có nghĩa là "sakura", và thuật ngữ "hanami" và "bữa tiệc hoa" chỉ được sử dụng để ngụ ý cho hoa anh đào. Ban đầu, thói quen chỉ được thực hiện bởi Tòa án Hoàng gia, nhưng tầng lớp quý tộc samurai cũng bắt đầu cử hành nó trong giai đoạn Azuchi-Momoyama (1568-1600). Trong những năm đó, Toyotomi Hideyoshi đã tổ chức các bữa tiệc hanami lớn tại Yoshino và Daigo, và lễ hội đã trở nên rất phổ biến trong toàn xã hội Nhật Bản. Không lâu sau đó, nông dân bắt đầu thói quen leo núi gần đó vào mùa xuân và ăn trưa dưới những cây anh đào nở.Công việc này, được gọi là "chuyến đi núi mùa xuân", kết hợp với điều đó của các quý tộc để hình thành văn hoá đô thị hanami. Vào thời kỳ Edo (1600-1867), tất cả những người dân thường tham gia vào các buổi lễ, một phần bởi vì Tokugawa Yoshimune đã trồng những khu cây hoa anh đào để khuyến khích điều này. Dưới cây anh đào, mọi người ăn trưa và uống rượu trong những bữa tiệc vui vẻ.

## Hình ảnh

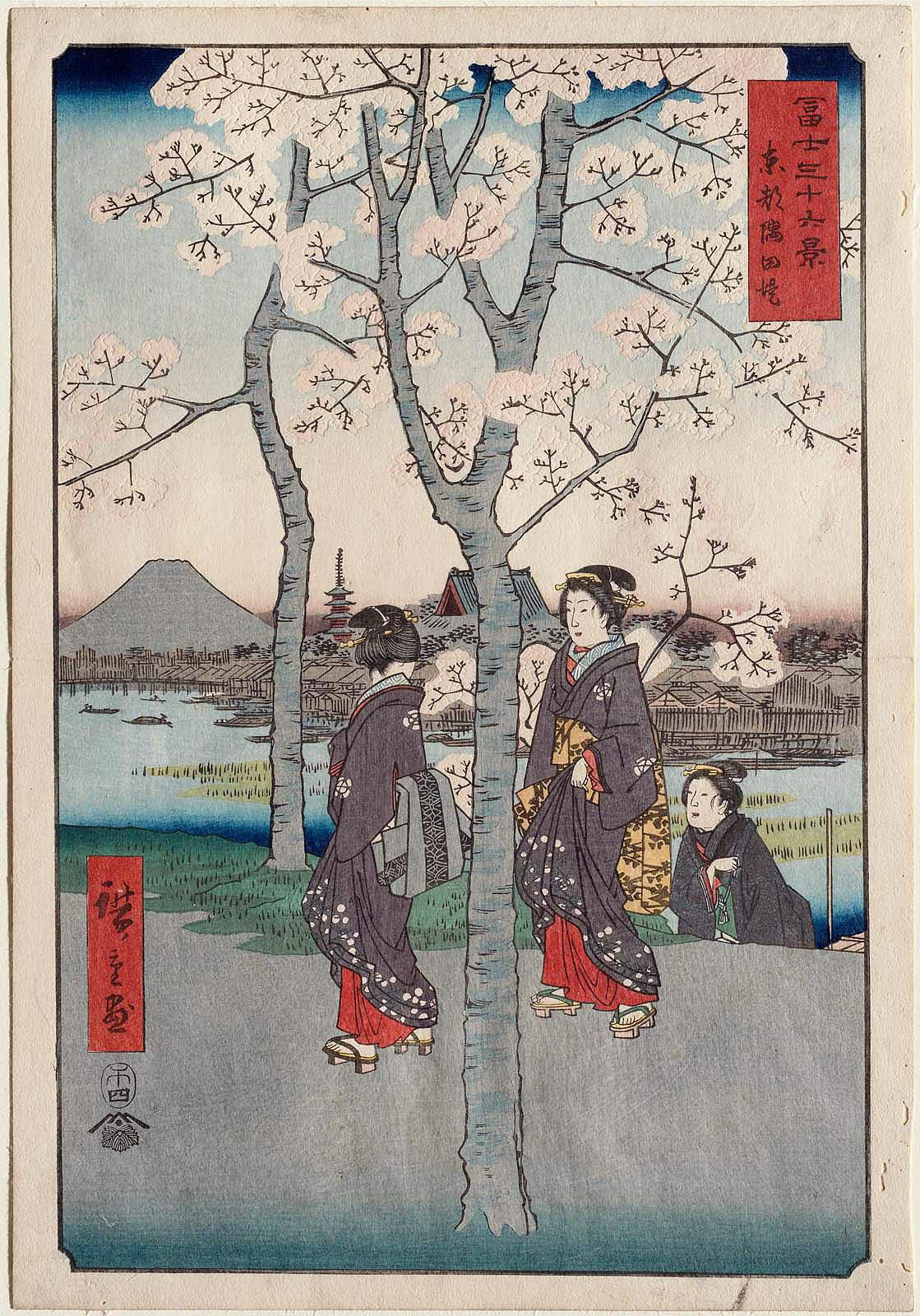
Bức tranh Ukiyo-e của một bữa tiệc hanami của họa sĩ Hiroshige, 1832.
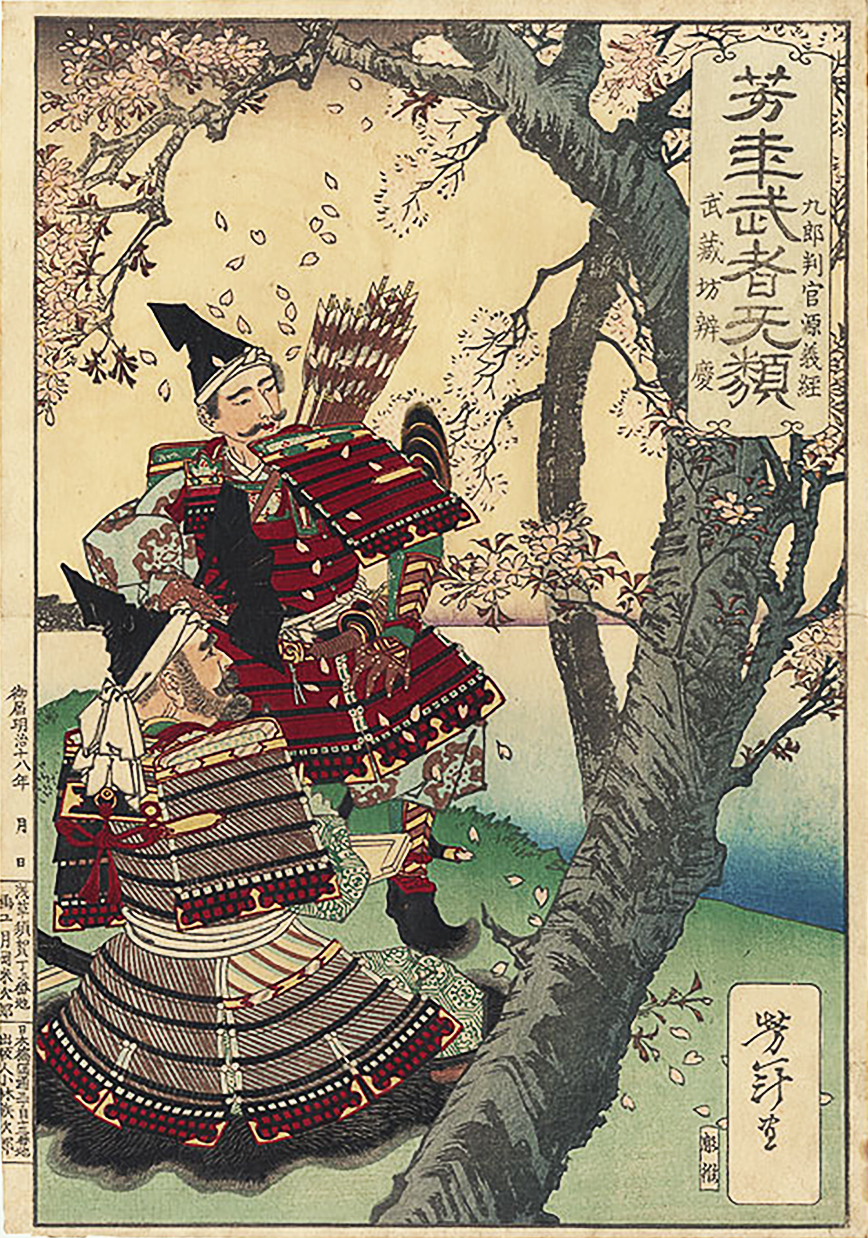
Yoshitsune và Benkei Cherry Blossoms "của họa sĩ Tsukioka Yoshitoshi, 1885
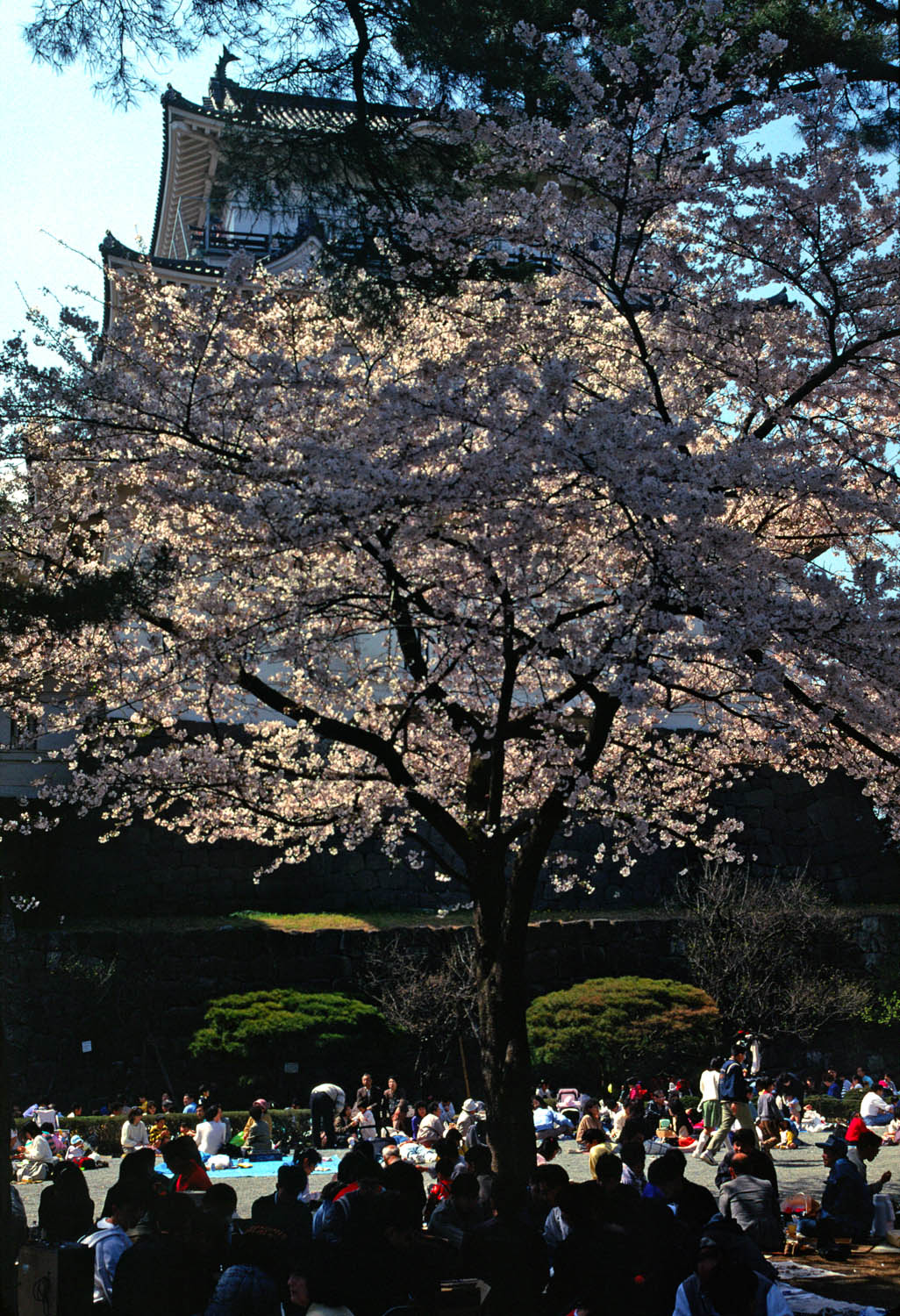
Bữa tiệc Hanami tại lâu đài Odawara.
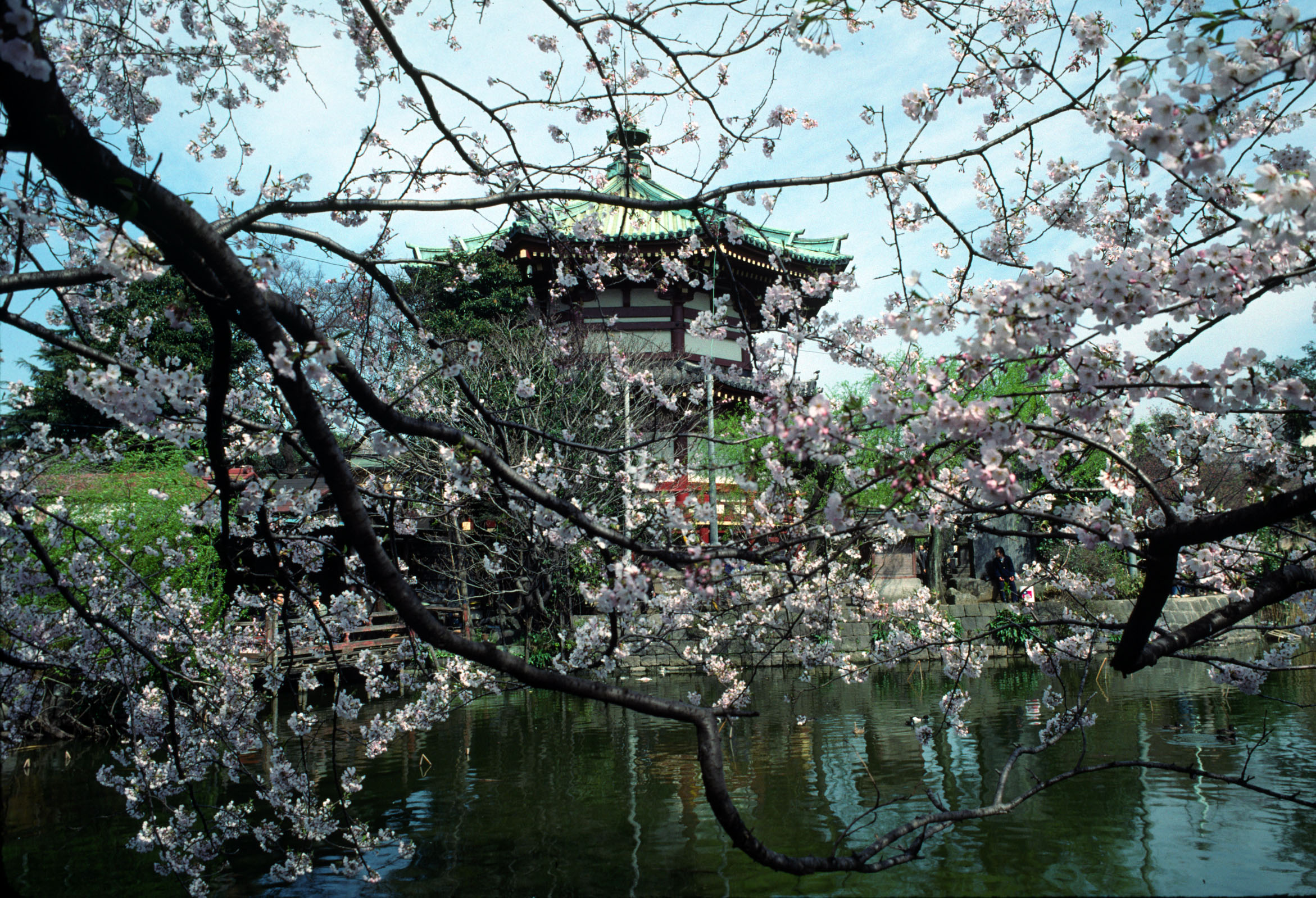
Hoa anh đào tại Công viên Ueno, Tokyo.
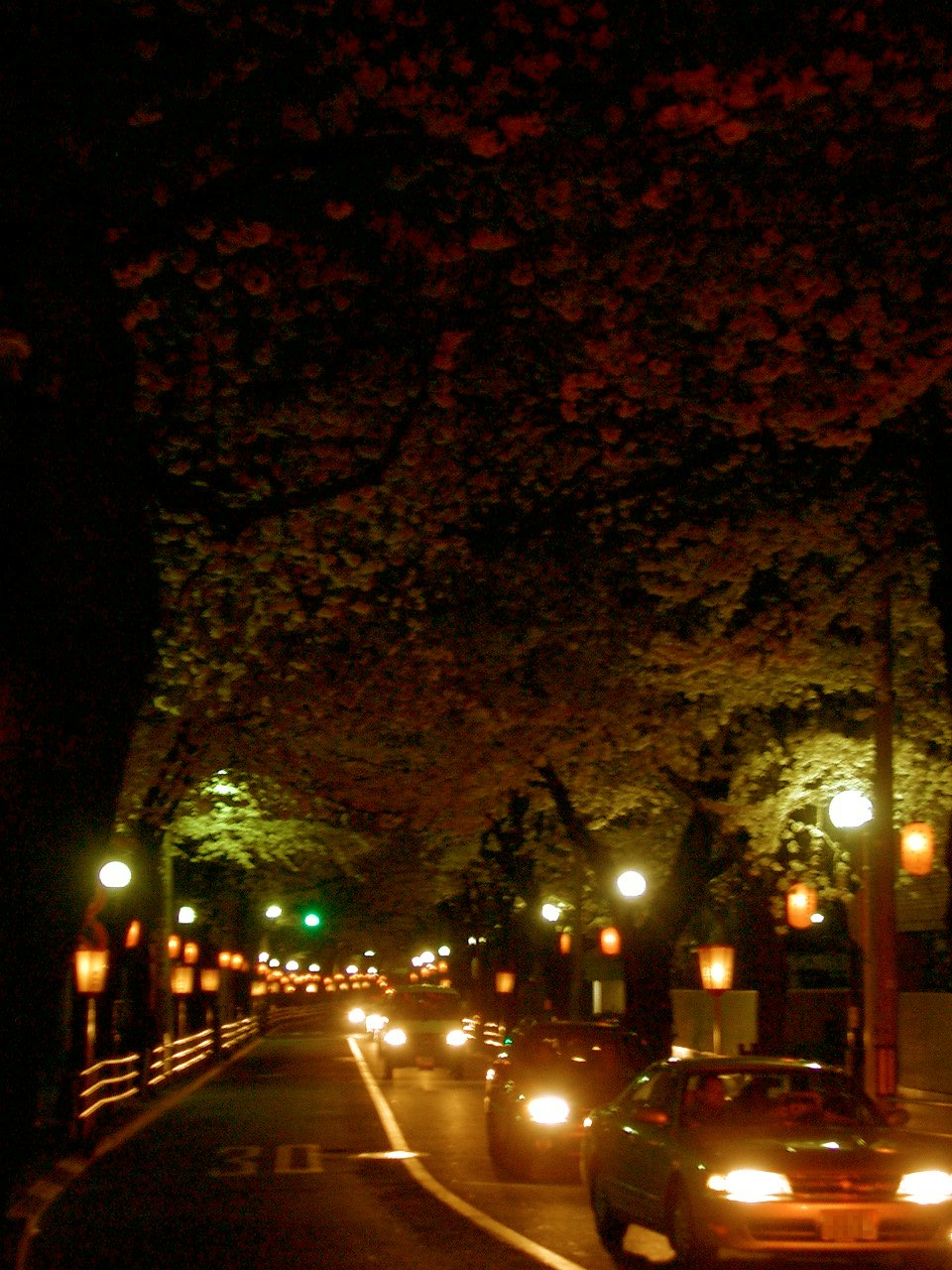
Cây anh đào với giấy [đèn lồng] ở Tokyo.
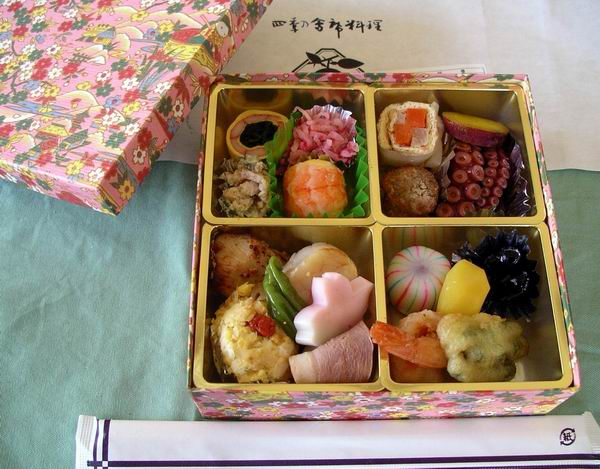
Truyền thống Bento món ăn được làm cho hanami.
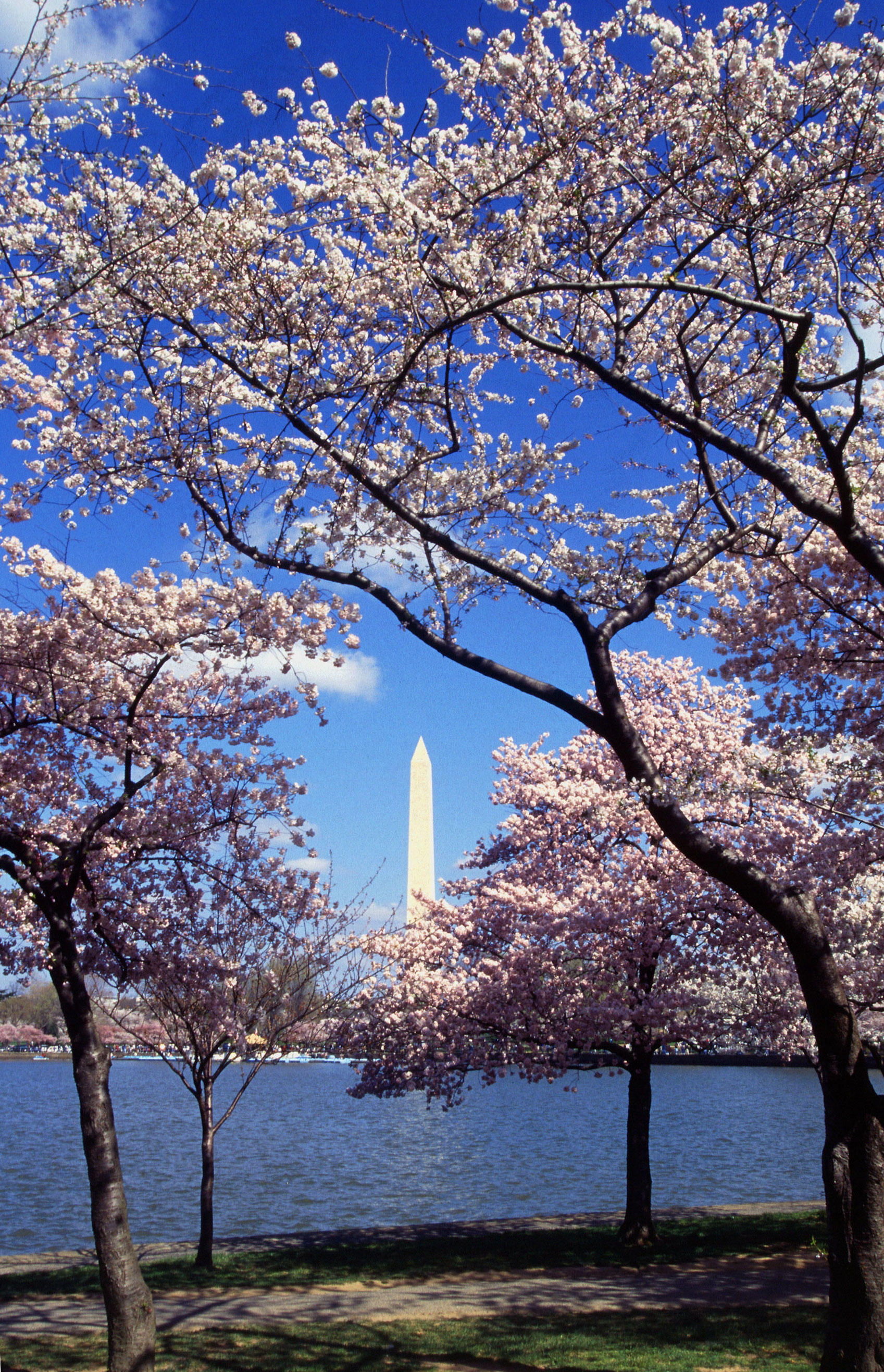
Cây anh đào ở Washington, D.C.
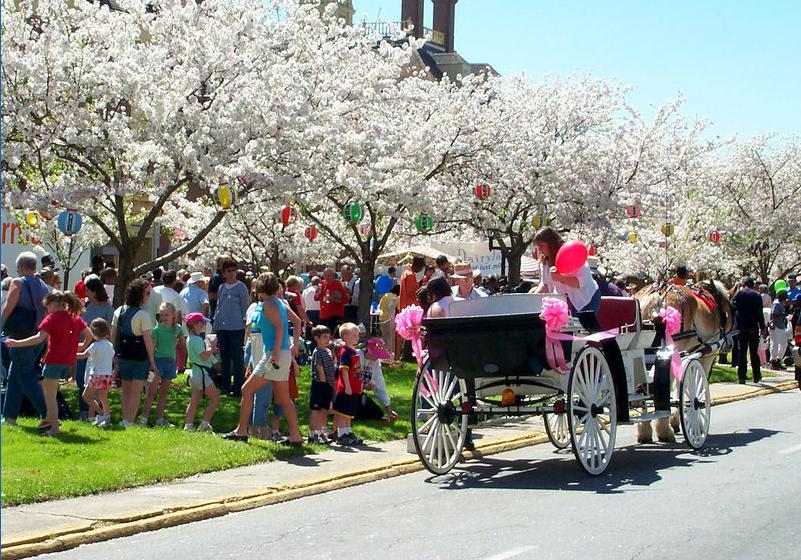
Lễ hội hoa anh đào quốc tế tại Macon, Georgia, Hoa Kỳ.
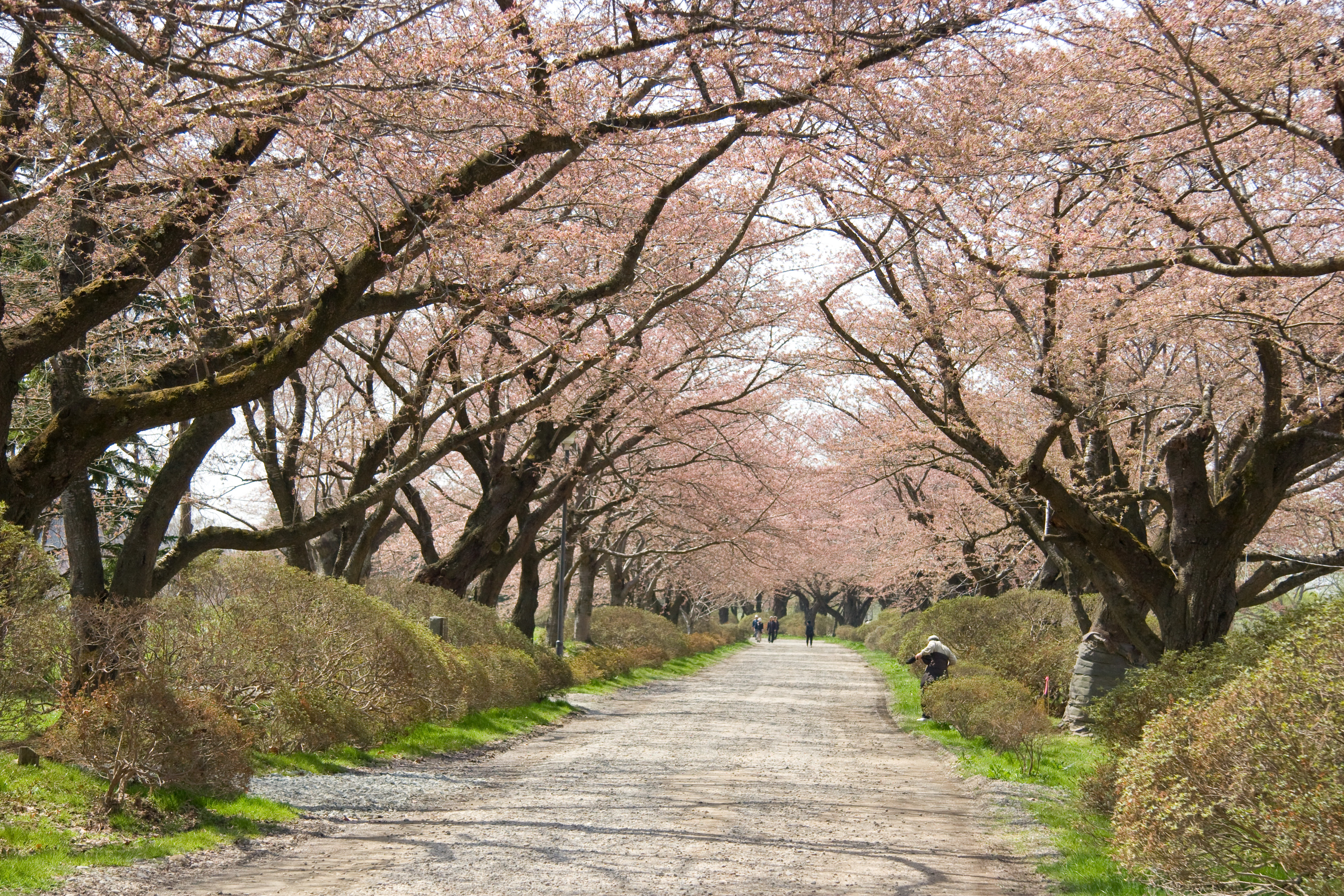
Trong công viên Tenshochi, Kitakami, Iwate
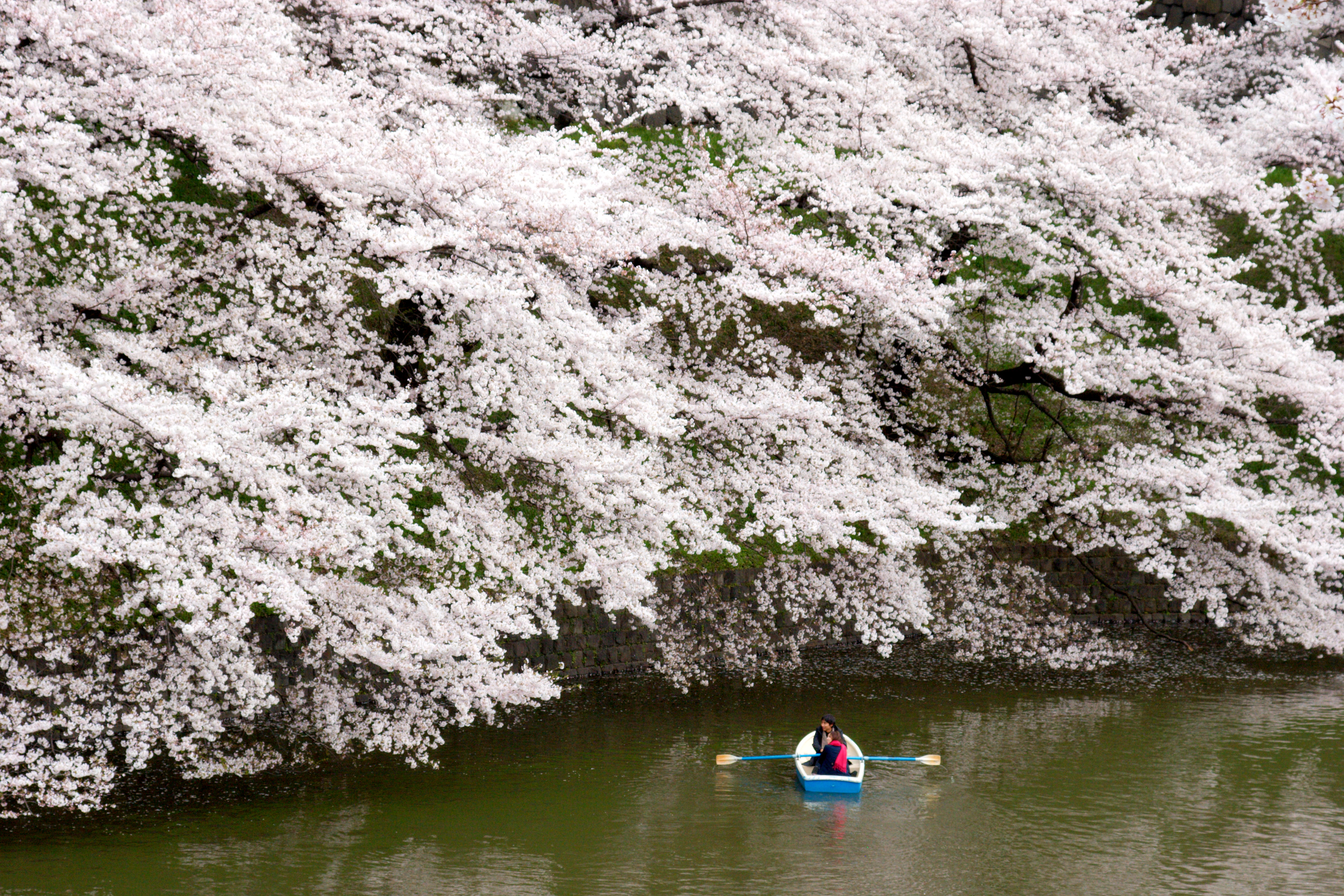
Chidorigafuchi, Tokyo
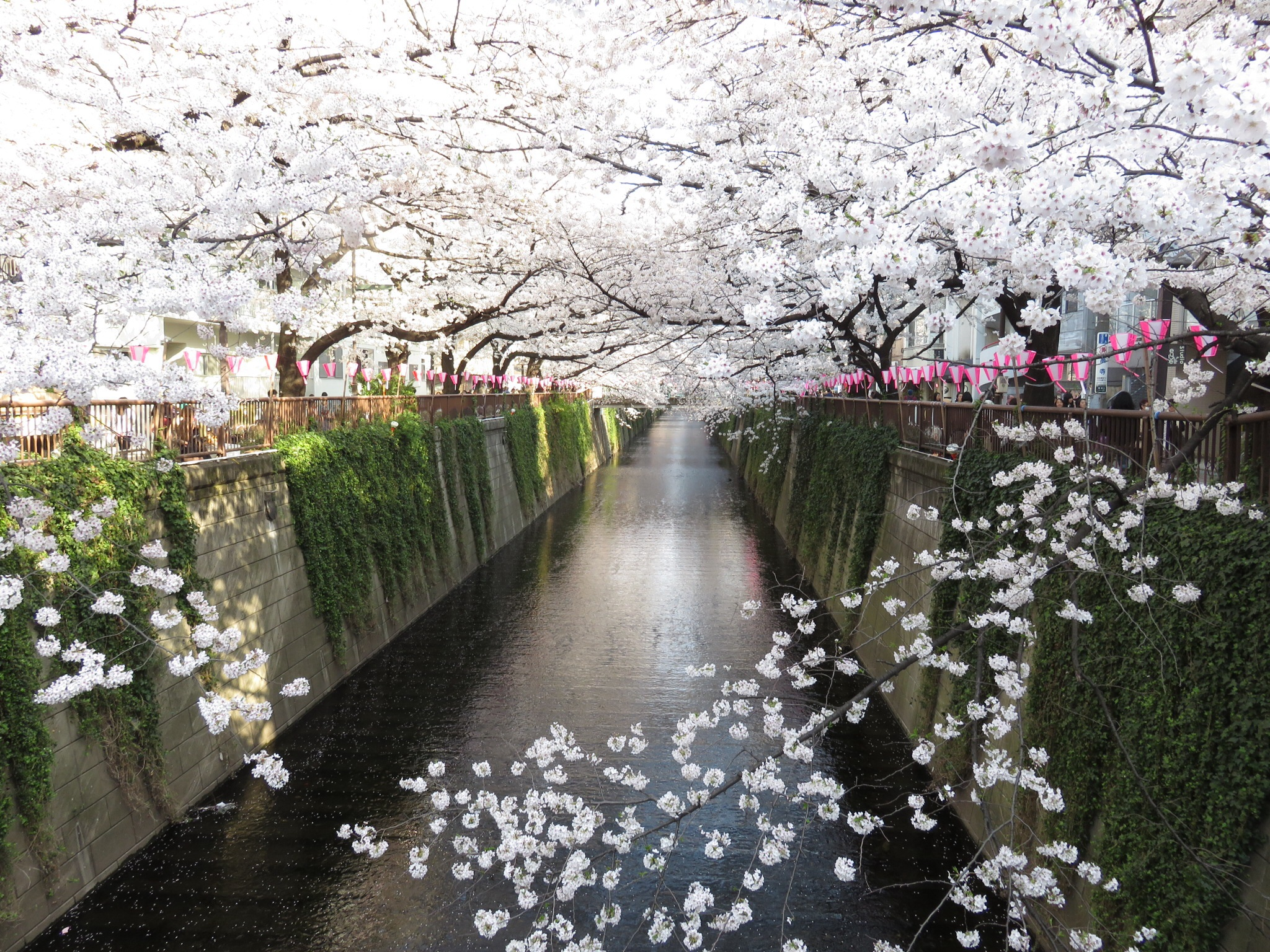
Trên sông Meguro, Tokyo
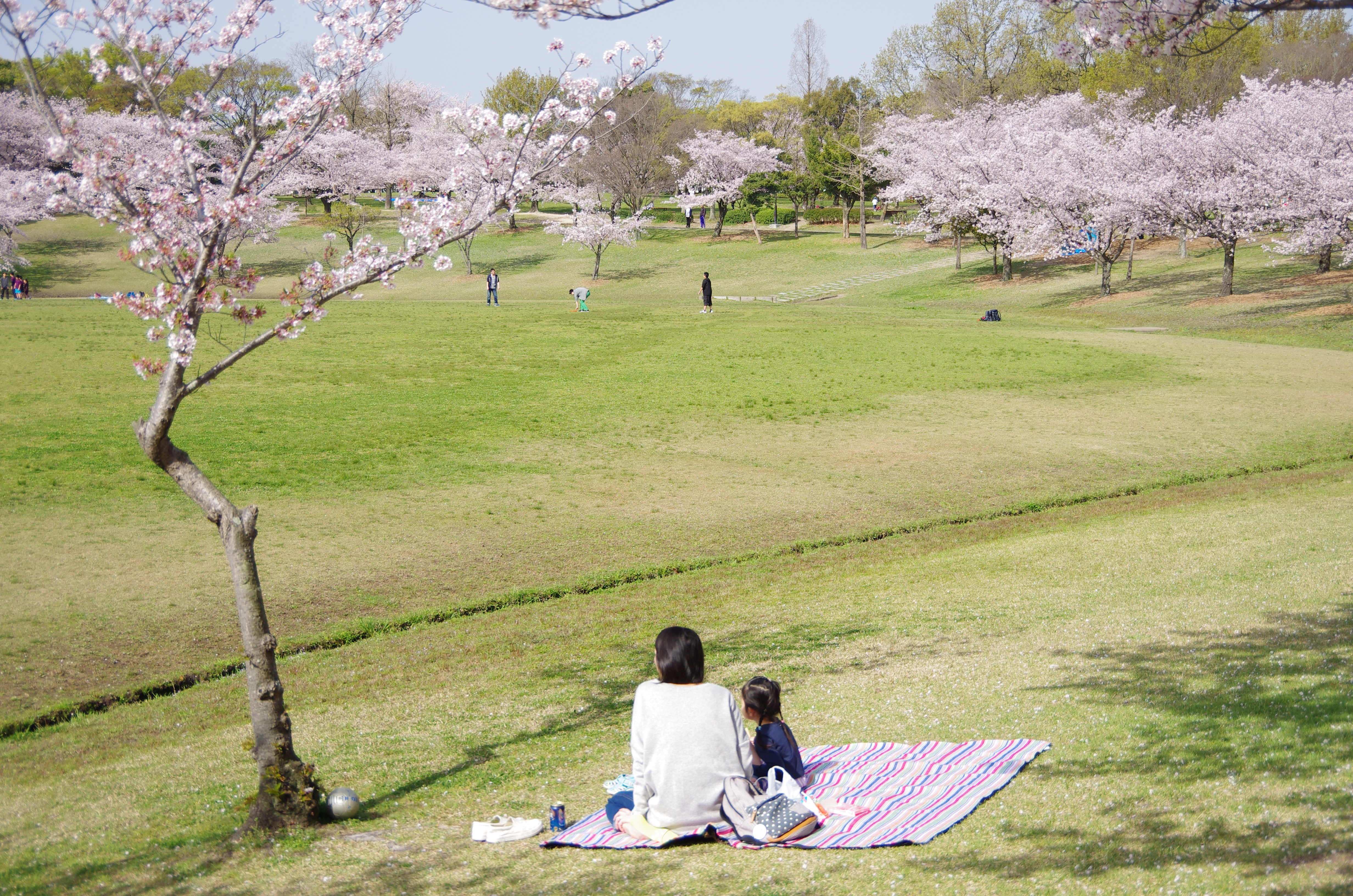
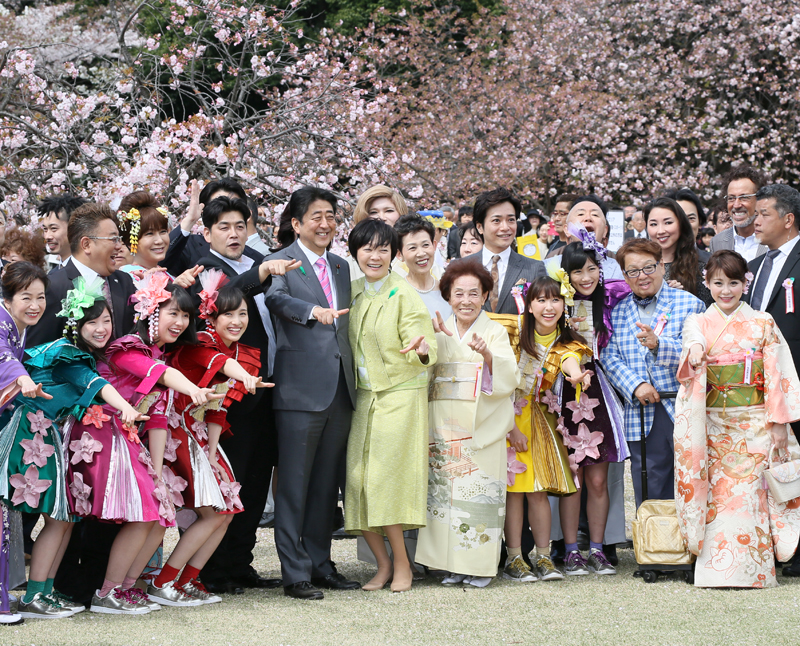
Thủ tướng 	Shinzō Abe tại công viên Shinjuku Gyoen, Shinjuku năm 2017